# Yoeri Havik
Yoeri Havik (Zaandam, 19 de fevereiro de 1991) é um ciclista holandês membro da equipa Vlasman Track/Road Continental Cycling Team.

## Palmarés

### Pista
2011-2012
- 2º no Campeonato Europeu Madison sub-23 (fazendo par com Nick Stöpler)
- Seis Dias de Tilburg (com Nick Stöpler)

2013-2014
- Campeonato da Holanda de Scratch

2014-2015
- Seis dias de Ámsterdam (com Niki Terpstra)
- Campeonato da Holanda em Madison (com Dylan Van Baarle)

2015-2016
- Campeonato da Holanda em Madison (com Dylan Van Baarle)

2016-2017
- Seis dias de Berlim (com Wim Stroetinga)

2017-2018
- Campeonato da Holanda de Pontuação
- Campeonato da Holanda em Madison (com Wim Stroetinga)
- Seis dias de Berlim  (com Wim Stroetinga)

2018-2019
- Campeonato da Holanda de Pontuação
- Campeonato da Holanda em Madison (com Wim Stroetinga)
- Seis dias de Londres  (com Wim Stroetinga)

### Rota
2012
- 1 etapa do Volta à Normandia

2013
- ZLM Tour
- Himmerland Rundt

2014
- Antwerpse Havenpijl